# دایه عزیز
دایۀ عزیز (انگلیسی: Dear Nanny) با نام اصلی تاتای من (اسپانیایی: Tata mía‎) یک فیلم درام اسپانیایی به کارگردانی خوزه لوئیس بورائو است که در سال ۱۹۸۶ منتشر شد. خوزه لوئیس بورائو بابت نگارش فیلم‌نامه، نامزد دریافت «جایزهٔ گویای بهترین فیلم‌نامهٔ غیراقتباسی» و میگل ریان نامرد دریافت «جایزهٔ گویای بهترین بازیگر نقش مکمل مرد» شد.

## گزیدهٔ بازیگران
- ایمپریو آرخنتینا
- آلفردو لاندا
- کارمن مائورا
- شابی‌یر الوریاگا
- میگل ریان
- ماریسا پاردس
- ژولیه‌تا سرانو
- اما سوآرس
- فلیکس دافائوسه
- آنخلس کاسو